# Ulrich II. (Ortenburg)
Ulrich II. († 7. März 1524 in Söldenau) war der älteste Sohn des Reichsgrafen Sebastian I. von Ortenburg und Gräfin Maria zu Neuburg. Ulrich stammt aus dem niederbayerischen Adelsgeschlecht der Ortenburger. Nach dem Tode seines Cousins Wolfgang übernahm er im Jahre 1519 die Regierung der Grafschaft Ortenburg.

## Leben und Wirken
Im Jahre 1491 tritt Ulrich II. erstmals urkundlich auf, gemeinsam mit seinen jüngeren Geschwistern.

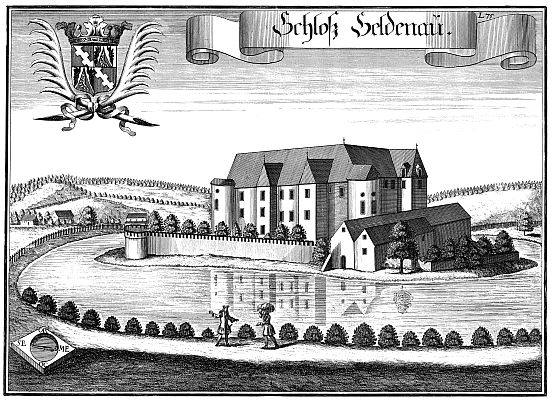
Schloss Söldenau gelangte 1511 auf dem Erbweg an Ulrich II. von Ortenburg.

Mit der Ehe mit Veronika von Aichberg kam Ulrich II. zu großen Besitzungen. Jedoch erbte er nach dem Tod seines Schwiegervaters im Jahre 1511 große Schulden, nachdem dieser sein ganzes Vermögen verloren hatte. Die großen Besitztümer von Johann von Aichberg wurden unter den Erben aufgeteilt. Ulrich erhielt dabei die Burgen und Ortschaften zu Söldenau und Saldenburg. Letztere war bereits in Besitz von Heinrich V. und Georg II. 1463 ging Saldenburg durch die Heirat Heinrichs Witwe verloren. Neben dem großzügigen Erbe kam es allerdings auch zu großem Erbstreit mit Johann von Degenberg um die Reichsgrafschaft Hals. In diesen musste sogar Kaiser Maximilian eingreifen. Erst 1517 nach dem Eingriff von Herzog Ludwig X. von Bayern wurde der Streit beigelegt. Ulrich bekam dabei die Burgen Söldenau und Saldenburg zugesprochen, die Grafschaft hingegen wurde an Ludwig verkauft.
1515 erhielt Ulrich von Kaiser Maximilian die Ladung zur Teilnahme am Kriegszug gegen die Türken.
Nach dem Tod seines 1519 verstorbenen Cousins Wolfgang wurde Ulrich amtierender Graf von Ortenburg. Am 24. April 1522 erfolgte jedoch erst die Belehnung durch Kaiser Karl V. mit der Grafschaft.
Im Laufe seines Lebens übte Ulrich II. mehrfach das Amt des Pflegers aus, unter anderem zu Neuburg am Inn (1506), Teisbach (1508) und Abensberg (1510–1513).
Ulrich II. verstarb am 7. März 1524 in Söldenau. Seine Besitztümer wurden unter seinen Kindern aufgeteilt. Das Amt des Reichsgrafen ging, geltend nach dem Senioratsprinzip, an seinen jüngeren Bruder Christoph I. über. Ulrich II. wurde im Passauer Erbbegräbnis in der St. Sixtus-Kapelle beigesetzt.

## Nachkommen
Ulrich II. war zweimal verheiratet, zunächst mit Veronika von Aichberg und später mit Barbara von Starhemberg. Aus erster Ehe entstammen folgende Kinder:
- Alexander (* 1501, † 12. Mai 1548 in Söldenau), Domherr zu Augsburg bis 1525, ⚭ Freiin Regina Bianca († 1539), Tochter des Michael von Wolkenstein-Rodenegg († 1523).
- Karl I. (* Oktober 1502, † 15. November 1552 in Söldenau), ⚭ Maximiliana Gräfin von Haag. Über ihre Tochter Anna Maria (1547–1601) wurden beide die Großeltern von Karl I. von Liechtenstein, dem ersten Fürsten dieses Adelsgeschlechtes.
- Moritz († 6. Juli 1551 in München), Rat Herzog Wilhelms IV.
- Barbara († 7. März 1518 in Söldenau)
- Sidonia († 12. März 1563 in Bozen), ⚭ Melchior Colonna Freiherr von Völs († 1543 in Bozen)